# Jacco Arends
Jacco Arends (Haarlem, 28 de enero de 1991) es un deportista neerlandés que compitió en bádminton. Ganó una medalla de bronce en el Campeonato Europeo de Bádminton de 2016, en la prueba de dobles mixto.

## Palmarés internacional
| Campeonato Europeo | Campeonato Europeo         | Campeonato Europeo | Campeonato Europeo |
| Año                | Lugar                      | Medalla            | Prueba             |
| ------------------ | -------------------------- | ------------------ | ------------------ |
| 2016               | La Roche-sur-Yon (Francia) | Medalla de bronce  | Dobles mixto       |